# مبارک الاسمری
مبارک الاسمری (عربی: مبارك الأسمري؛ زادهٔ ۲۵ ژوئن ۱۹۸۷) یک ورزشکار اهل عربستان سعودی است.
از باشگاه‌هایی که در آن بازی کرده‌است می‌توان به باشگاه فوتبال الفیصلی عربستان سعودی، باشگاه فوتبال الوحده عربستان سعودی، باشگاه فوتبال القادسیه عربستان سعودی، و باشگاه فوتبال الفتح عربستان سعودی اشاره کرد.